# ТВ Пи канал
ТВ Пи канал (стилизовано као π Canal) је српска локална телевизија. Почела је да се емитује у 22. децембра, 1999. године. Медијска кућа се налази у Пироту. Пи канал се емитује као кабловски оператор.